# RalliSport Challenge 2
RalliSport Challenge 2 es un videojuego de carreras de rally de 2004 desarrollado por Digital Illusions CE y publicado por Microsoft Game Studios para Xbox. Es la secuela del RalliSport Challenge de 2002.

## Jugabilidad
Este juego contiene nuevas funciones, como cámaras en la cabina y la posibilidad de cambiar de coche en el último momento. Sin embargo, las estadísticas como la potencia total y el número de marchas se han eliminado de la pantalla de selección de coches.
Los autos se dividen en cinco categorías con dos subcategorías cada una más autos "Clásicos". Hay cuatro esquemas de pintura en cada automóvil y los conductores deben conducir 31,87 y 249 millas antes de desbloquear uno nuevo. Al ganar todos los campeonatos en el modo carrera, se desbloquean todos los esquemas de pintura de todos los autos.
Los modos multijugador permitieron el uso de varias consolas Xbox conectadas entre sí para extender la competencia local a un máximo de dieciséis jugadores de los cuatro normales.

## Coches

### Rally
La primera categoría de coche es el tipo básico de Rally. Cada uno de estos autos tiene 6 marchas y AWD. Estos autos se pueden usar en carreras de Rally y Crossover en un solo jugador y, como todos los autos, se pueden usar para cualquier carrera en el modo multijugador.
Algunos autos incluyen el Hyundai Accent Evo 3, Mitsubishi Lancer Evolution VIII, Seat Córdoba Evo 3, Skoda Octavia RS, Ford Focus Air Force Reserve, Subaru Impreza WRX, Peugeot 206 y Citroën Xsara T4.

### Grupo B
La segunda categoría de autos es la clase del Grupo B, todos los cuales son monstruos de 5 velocidades que aceleran rápidamente y son muy difíciles de controlar para los novatos. Todos estos autos participaron en las carreras originales del Grupo B. Sin embargo, estos superdeportivos de rally dominados se retiraron en 1986. La mayoría de las etapas de superrally cuentan con autos del Grupo B exclusivamente.

### Carreras sobre hielo
Otra clase de autos es Ice Racing, que se usa para competir en una capa de hielo resbaladiza. La aceleración es la misma que la de un auto de rally convencional, pero una relación de transmisión más baja y solo 4 velocidades le dan a estos autos una velocidad máxima de alrededor de 125 mph (alrededor de 200 km/h). Además, algunos de estos coches tienen dirección en las 4 ruedas.

### Rallycross
Los coches Rallycross se utilizan para carreras en circuitos cerrados a "altas velocidades". Estos autos son los autos que aceleran más rápido pero las velocidades máximas más lentas y si las relaciones de transmisión se establecen de cierta manera, los autos solo pueden ir a 100 mph.

### Subecolinas
La quinta clase de autos son los autos Hill Climb. Cuentan con músculo extra para subir y/o bajar laderas de montaña. Los autos para subir colinas son los más rápidos a más de 160 mph (alrededor de 260 km/h). Aunque difíciles de controlar, estas máquinas musculares de 6 velocidades pueden ser adecuadas para la mayoría de los rallies.

### Clásicos
Hay tres autos clásicos en RalliSport Challenge 2. Son muy similares a los autos del Grupo B, excepto por una aceleración más lenta y controles más fáciles. Los clásicos se desbloquean cada vez que completas un circuito en el modo carrera.

## Recepción
El juego recibió "críticas generalmente favorables" según el sitio web de agregación de reseñas Metacritic.  En Japón, donde el juego fue portado el 10 de junio de 2004, Famitsu le dio una puntuación de los cuatro ochos para un total de 32 de 40. GameSpot lo nombró el mejor juego de Xbox de mayo de 2004. Recibió una segunda posición en la categoría de premio "Mejor juego de conducción" de GameSpot de 2004 en todas las plataformas, perdiendo ante Burnout 3: Takedown.